# Caloptilia aceriella
Caloptilia aceriella är en fjärilsart som först beskrevs av Victor Toucey Chambers 1881.  Caloptilia aceriella ingår i släktet Caloptilia och familjen styltmalar. Inga underarter finns listade i Catalogue of Life.